# Redken
Redken 5th Avenue NYC est une marque de produits et soins cosmétiques créée en 1960 par l’actrice américaine Paula Kent et son coiffeur Jheri Redding. Elle est la propriété du groupe L'Oréal depuis 1993.

## Historique
C'est à la suite de sa participation au 23e congrès annuel de la beauté en 1959 et à ses fréquentes allergies aux produits de coloration et de soins pour cheveux que l'actrice américaine Paula Kent décide de fonder avec son coiffeur Jheri Redding la marque Redken. Avec 3 000 dollars de mise de fonds au départ, ils décident de développer leur propre gamme de produits capillaires en veillant à respecter « le pH naturel du cheveu et de la peau » ainsi que les spécificités de chaque type de cheveux.
La dénomination de la marque est la juxtaposition des 3 premières lettres du nom de chacun des fondateurs : Redding et Kent.
En 1993, la filiale américaine du groupe L'Oréal acquiert Redken pour 160 millions de $. La société, fondée en Californie, s'installe sur la 5e Avenue à New York et sa dénomination change pour Redken 5th Avenue NYC.
En 2008, Random House Publishing et l'université Columbia (New York) sélectionnent Redken parmi les 257 marques icônes du marché américain (Icons of the American Marketplace) sur 800 nominations. Elle est la seule marque sélectionnée dans le domaine des produits capillaires.